# Пентаплутонийтрисвинец
Пентаплутонийтрисвинец — бинарное неорганическое соединение
плутония и свинца
с формулой Pb3Pu5,
кристаллы.

## Получение
- Сплавление стехиометрических количеств чистых веществ:

{\displaystyle {\mathsf {5Pu+3Pb\ {\xrightarrow {1300^{o}C}}\ Pb_{3}Pu_{5}}}}

## Физические свойства
Пентаплутонийтрисвинец образует кристаллы
тетрагональной сингонии,
пространственная группа I 4/mcm,
параметры ячейки a = 1,2310 нм, c = 0,6084 нм, Z = 4,
структура типа трисилицида пентавольфрама W5Si3
.
Соединение образуется перитектической реакции при температуре 1300°С.

## Химические свойства
- Разлагается при нагревании:

{\displaystyle {\mathsf {4Pb_{3}Pu_{5}\ {\xrightarrow {>1300^{o}C}}\ 3Pb_{4}Pu_{5}+5Pu}}}